# Calò (Besana in Brianza)
Calò era un antico comune lombardo, dal 1869 frazione di Besana in Brianza. La località è posta a sud del centro abitato, verso Triuggio.

## Origine del nome
Calò, nel secolo XII, era chiamato Caloe ed anche Calorius o Calorium. Il nome sembra derivare da "Calatum" che significa "Via in discesa". La desinenza O' deriva da atum. Nel medioevo O' era Oe. Difatti Calò è al margine di una forte discesa verso Fonigo. Discesa, e quindi salita per chi veniva dall'antichissima cascina Riva e da Fonigo stesso, ed è per questo che gli abitanti di Calò si chiamano Calatunni.

## Storia
Calò fu un antico comune della Brianza registrato agli atti del 1751 come un villaggio di 196 abitanti saliti poi a 348 nel 1771.
Alla proclamazione del Regno d'Italia nel 1805 risultava avere 320 abitanti. Nel 1809 il municipio fu soppresso su risultanza di un regio decreto di Napoleone che lo unì a Villa Raverio, e poi a Carate nel 1811, ma il Comune di Calò fu restaurato nel 1816 dagli austriaci dopo il loro ritorno. Nel 1853 risultò essere popolato da 483 anime salite a 537 nel 1861. La definitiva soppressione del municipio avvenne con un regio decreto di Vittorio Emanuele II del 1869 che lo aggregò a Besana Brianza.